# Hrad Taga
Hrad Taga (japonsky 多賀城, Taga-džó) byl japonský hrad vybudovaný v pozdním období Nara na místě, které je dnes součástí města Tagadžó v prefektuře Mijagi v oblasti Tóhoku na severu ostrova Honšú v Japonsku. Japonský básník Macuo Bašó vypráví o své návštěvě místa ve svém haibunu (cestovním deníku) Pouť do vnitrozemí (Oku no Hosomiči). Pozůstatky hradu Taga a jeho bývalého chrámu jsou od roku 1922 zapsány na japonském Seznamu zvláštních míst scénické krásy, zvláštních historických míst a zvláštních přírodních památek (特別史跡).

## Historie
V období Nara vyslal císařský dvůr po ustavení centralizované vlády v rámci právního systému ricurjó do oblasti  dnešního Tóhoku v severním Japonsku řadu vojenských expedic, jejichž úkolem bylo podmanit si místní kmeny lidu Emiši. V dnešní prefektuře Mijagi byla koncem 6. století zřízena civilní správa ve formě provinčního hlavního města (kokufu) a regionálních správních center. V roce 709 však došlo k velkému povstání Emiši, jež bylo reakcí na vybudování pevnosti Ideha poblíž sídla Ečigo (dnešní Akita). Území ležící mezi Akitou a severozápadními oblastmi Japonska totiž nebylo pod kontrolou říše Jamato neboli císařského dvora. Odpovědí na tuto „drzost“ byl společný útok bojovníků Emiši z Ečiga a z oblasti Mičinoku (provincie Mucu) na japonské osady. Během tohoto povstání byly mnohé osady zničeny. Podle japonského textu Šoku Nihongi se po obrovském zemětřesení v roce 715 do zdejší oblasti přistěhovalo značné množství lidí z jihu oblasti Kantó. Ve vnitrozemí tak vznikla četná opevněná sídla.
Nápis na památníku nalezeném na místě hradu Taga uvádí datum jeho založení v roce 724 našeho letopočtu. Jako jeho stavitel je zde uveden Azumabito Ono, což byl generál ve službách císařské dynastie. Toto opevnění mělo sloužit jako prozatímní hlavní město provincie Mucu. Společně s hradem Akita a pevností Okači v provincii Dewa byl hrad Taga jednou z hlavních základen pro další rozrůstání říše Jamato na sever ostrova Honšú. Jeho veliteli příslušel titul Čindžufu-šógun (鎮守府), doslovně vrchní velitel ústředního velitelství mírových sborů, a byl postaven na roveň veliteli pevnosti Dazaifu (太宰府) na ostrově Kjúšú. V roce 762 prodělal hrad pod patronací Asakariho Fudžiwary rozsáhlou rekonstrukci.
Poté co hrad v roce 780 vyplenili a vypálili Emiši, byl opětovně zbudován. Po roce 802 začal hrad Taga postupně ztrácet na významu. Stalo se tak díky úspěšným tažením šóguna Tamuramara Sakanoueho (758 – 811), jež posunuly hranici mezi územím říše Jamato a územím obývaným lidem Emiši dál na sever, a vzhledem k výstavbě hradu Isawa zbudovaného v místech dnešního města Óšú. Město Tagadžó bylo zachováno jako administrativní centrum, ale většina vojenských aktivit byla přenesena do různých pevností na severu. V roce 869 způsobily mohutné zemětřesení Džógan s následnou tsunami rozsáhlé záplavy na planině Sendai a město Tagadžó zničily.
Jelikož se starověký administrativní systém postupně rozpadal, čímž sílila moc místních samurajských skupin, opustila centrální vláda v 10. století přímou vládu ve prospěch feudálního systému místních válečných vládců, kteří byli oficiálními leníky či vazaly různých dvořanů v hlavním městě Heian-kjó (Kjóto). Hrad Taga se postupně rozpadal v ruiny. Jeho definitivní zánik znamenal vzestup města Hiraizumi pod vládou Severních Fudžiwarů ve 12. století. Během období Nanbokučó využili dvořané Čikafusa Kitabatake a jeho syn Akiie nakrátko zdejší oblast pro umístění císařského Jižního dvora, ten se však později přestěhoval do bezpečnější pevnosti na hoře Ryózen na severu. Místo opět zpustlo a zavál je vítr. K jeho znovuobjevení došlo až v roce 1955. Rozsáhlejší průzkum zde proběhl v roce 1976.

## Popis
Hrad Taga byl spíš opevněným městem než vojenskou pevností. Nacházel se na náhorní plošině 10 km severovýchodně od města Sendai poblíž pobřeží Tichého oceánu. Zdejší oblast je kopcovitá krajina, která půlí planinu Sendai na dvě části a nachází se v blízkosti města Šiogama, jehož přírodní přístav byl v tehdejší době již využíván. Lokalitu obklopovaly bažiny a řeky, což z ní činilo vhodné místo pro obranu.
Opevnění tvořil čtvercový ohrazený prostor o obvodu přibližně 3,4 km, tvořený 5 m vysokým hliněným valem zakončeným dřevěnou palisádou a chráněným 3 až 4 m širokým suchým příkopem. Východní strana hradu obrácená k navazujícím kopcům byla zvlášť dobře chráněna. Ve vybrání východní zdi byla vybudována boční brána střežená nárožní vížkou. Opevněnou hlavní bránou na jihu procházela hlavní cesta široká přes 20 m, jež vedla k druhé čtvercové ohradě o rozloze 100 m2, kterou rovněž chránil hliněný val. Ve vnější části se nacházely administrativní kanceláře, kasárna a příbytky důstojníků, zatímco vnitřní část obsahovala vyšší vládní administrativní budovy, dílny a sklady.
Asi kilometr na jih od zbytků hradu Taga jsou pozůstatky velkého buddhistického chrámového komplexu a za jižní zdí hradu jsou ruiny plánovaného osídlení.

## Galerie

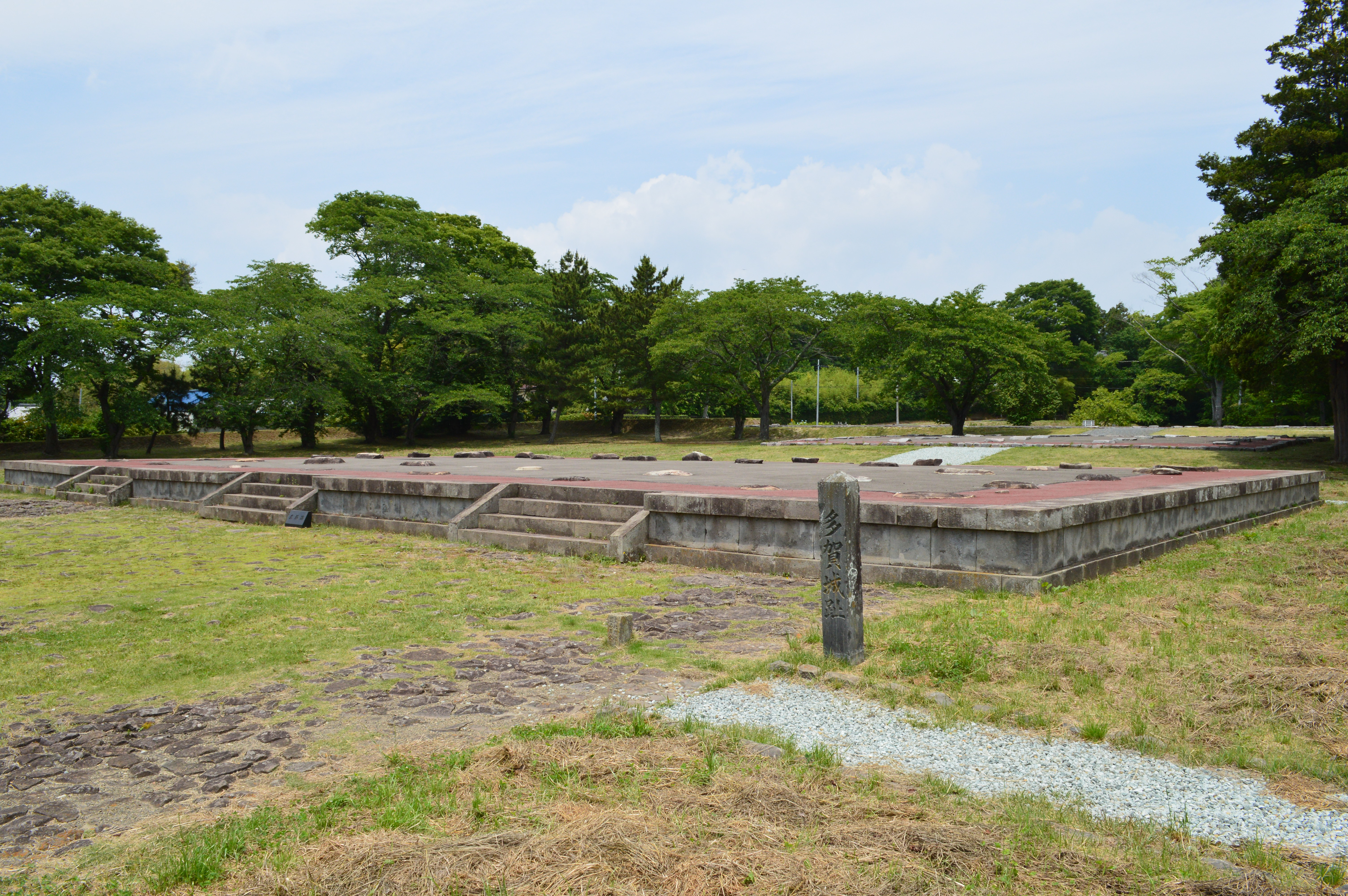
Pozůstatky Předního paláce
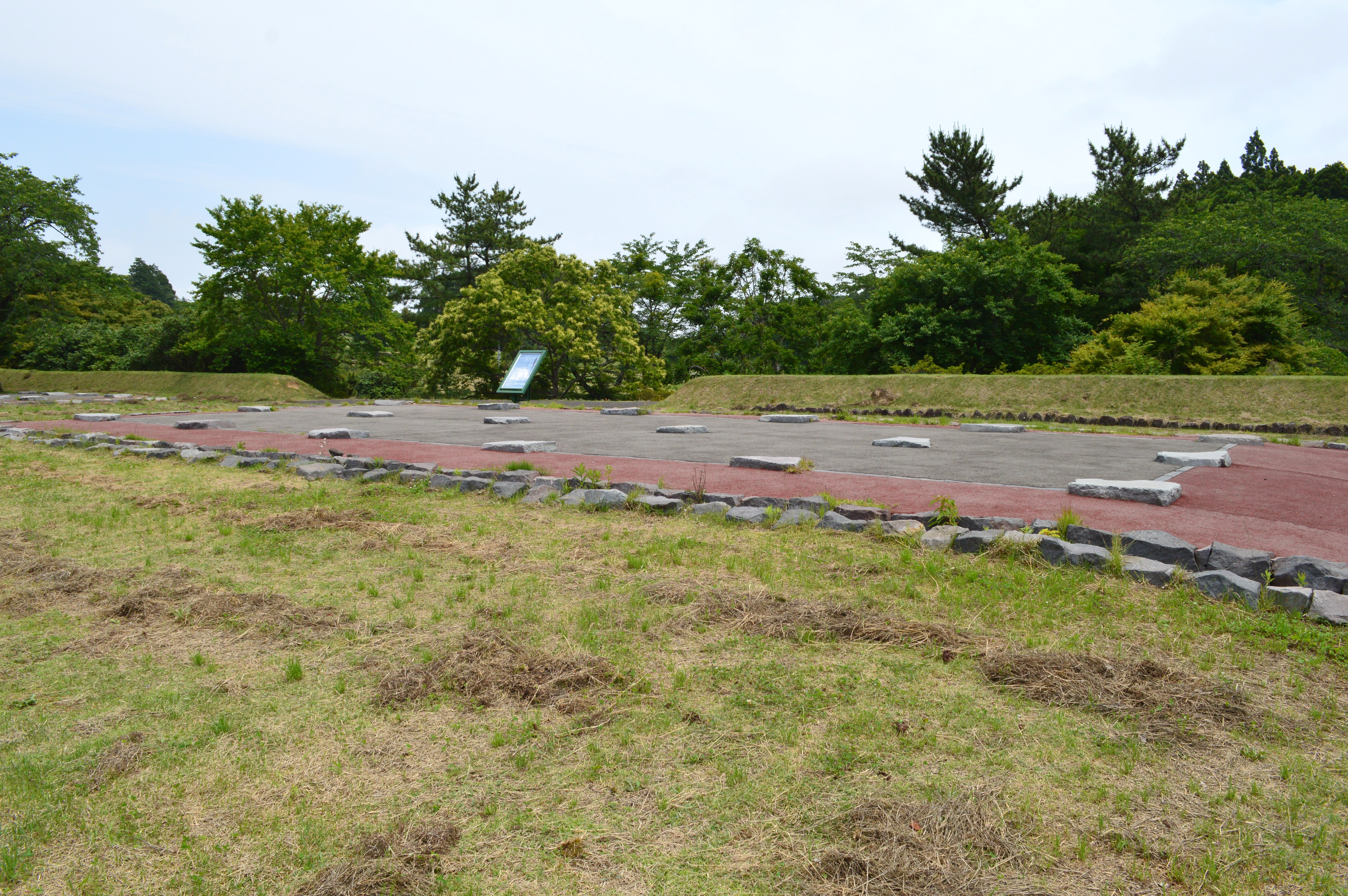
Pozůstatky Východního paláce
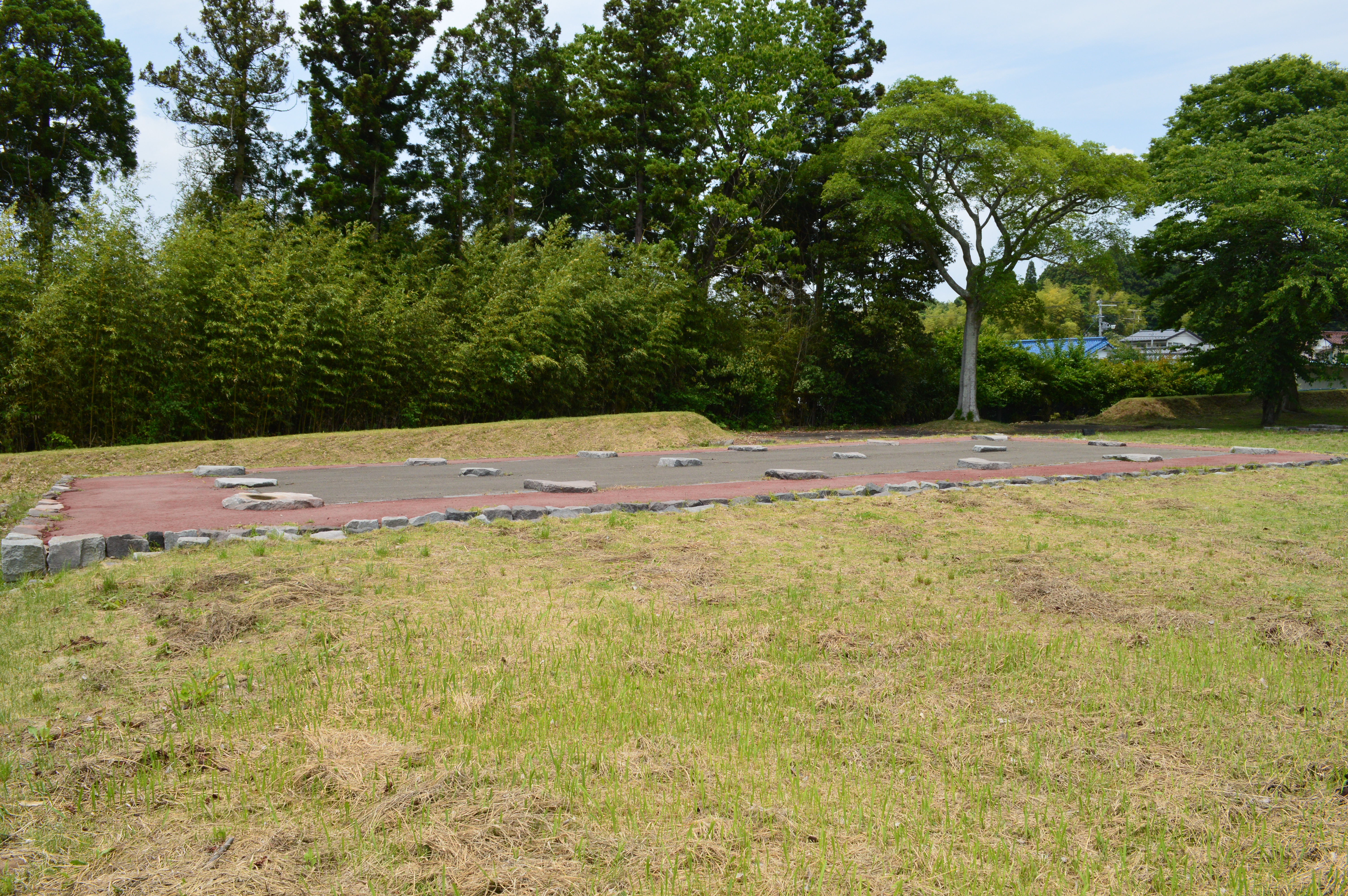
Pozůstatky Západního paláce
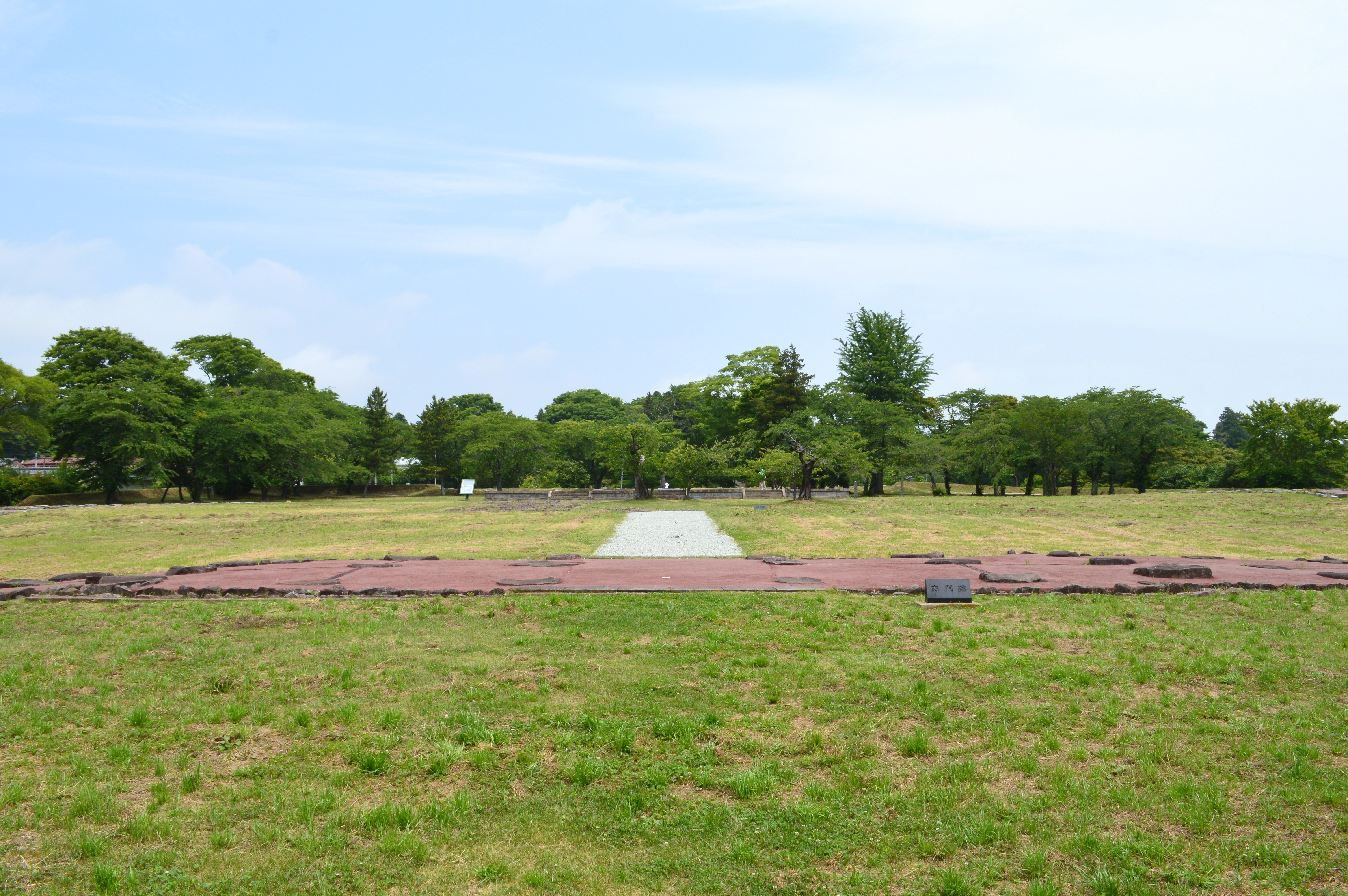
Pozůstatky Jižní brány hradu

## Památník hradu Taga

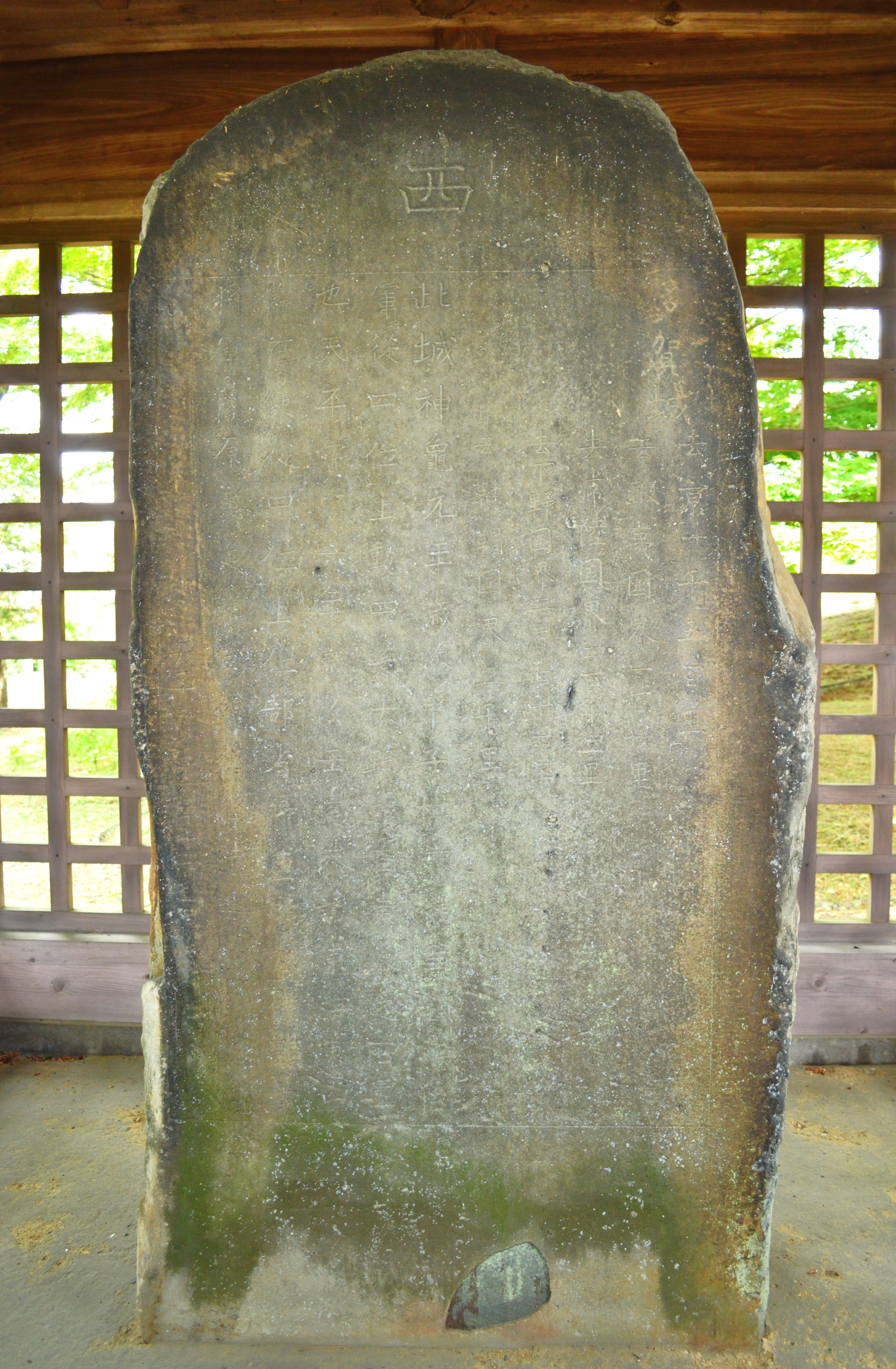
Památník hradu Taga

Památník hradu Taga neboli japonsky 壺の碑, Cubo no Išibumi či jen Tagadžóhi (多賀城碑) je kamenná stéla s nápisem z období Nara, který udává vzdálenosti do hlavního města Heidžó-kjó (dnešní Nara), provincie Emiši a dalších oblastí. Stéla, vysoká 196 cm a široká 92 cm, se nachází v prostorách archeologické lokality Tagadžó. Byla vztyčena na památku opravy hradu Taga v roce 762. Kromě již uvedených vzdáleností je na památníku zaznamenána též skutečnost, že založení hradu bylo připsáno generálu Azumabitu Onovi v roce 724.
Japonský básník Macuo Bašó (1644–1694) s dojetím vypráví ve svém haibunu (cestovním deníku) Pouť do vnitrozemí (Oku no Hosomiči) o tom, jak si památník  prohlížel, a  dochází k závěru, že „jen zřídka existují nějaké jisté stopy toho, co bylo, avšak na tomto místě jsou zcela důvěryhodné památníky událostí, jež se staly  před tisíciletím“. V jeho vyprávění památník funguje jako takzvané poetické místo známé svými asociacemi se specifickými poetickými nebo literárními odkazy.
V roce 1998 byl Památník hradu Taga prohlášen za Významnou kulturní památku Japonska.

## Pozůstatky chrámu Tagadžó

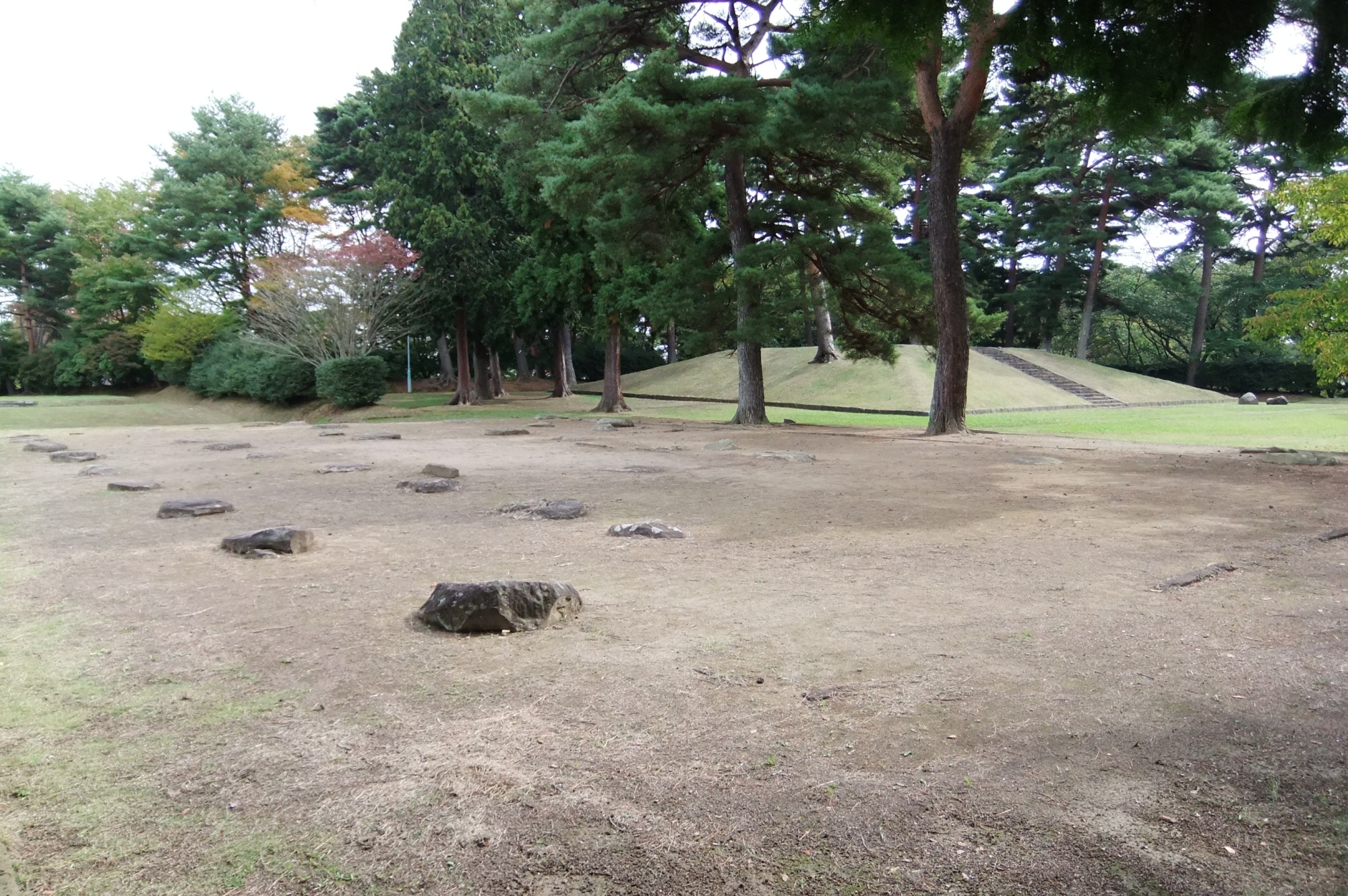
Pozůstatky chrámu Tagadžó

Vykopávky, jež probíhaly jihovýchodně od místa, kde stával hrad Taga, odkryly pozůstatky chrámového komplexu. Takové stavby se budovaly v provinčních správních centrech. Uvnitř velkého obdélníkového prostoru ohraničeného hliněným náspem byly odhaleny zbytky pěti budov. Tato lokalita je dnes známá jako Tagadžó Haidži.